# Pomona Island (Neuseeland)
Pomona Island ist eine Insel im Lake Manapouri auf der Südinsel von Neuseeland.

## Namensherkunft
Die Insel wurde 1862 von James McKerrow nach der Hauptinsel der Orkney-Inseln in Schottland benannt, für die damals der Name Pomona üblich war.

## Geographie
Pomona Island befindet sich rund 12 km nordwestlich von Manapouri inmitten des weit verzweigten Sees Lake Manapouri. Die unbewohnte und 262 Hektar große Insel hat gob gesehen die Form eines auf die Spitze gestellten Dreiecks, besitzt eine Länge von 2,3 km und mist an ihrer breitesten Stelle rund 2,0 km. Sie erhebt sich mit ihrer Höhe von 511 m über dem Meeresspiegel 340 m aus dem See heraus.
Pomona Island befindet sich im Fiordland National Park und ist Bestandteil des Te Wāhipounamu World Heritage Area unter dem vier Nationalparks im Südwesten der Südinsel zusammengefasst sind und den Status eines UNESCO-Weltnaturerbes haben.
Administrativ zählt die Insel zum Southland District der Region Southland.

## Geologie
2011 wurde an der Küstenlinie der Insel Molybdänit im ansonsten überwiegenden Granit gefunden. Da im Gestein keine Quarzadern vorhanden waren, wurde auf eine magmatisch‐hydrothermale Aktivität in Verbindung mit der Kristallisation von Plutonen vor ca. 157 Millionen Jahren bei einer scherzonennähnlichen mesothermalen Mineralisation geschlossen, was neuere Theorien zur geologischen Geschichte Südneuseelands bestätigte.

## Geschichte
1966 plante die Regierung für ein Wasserkraftwerk den Wasserstand des Lake Manapouri anzuheben. Nachdem Studien zu dem Schluss kamen, dass die gesamte Ufervegetation des Sees damit zerstört werden würde, was auch Pomona Island betroffen hätte, nahm man von dem Vorhaben Abstand und plante den Wasserstand des Sees in seinem natürlichen Schwankungsbereich nach Bedarf zu heben uns zu senken. Doch auch von den Europäern eingeschleppte Tierarten, wie Ratten, Mäuse, Possums, Hermeline und auch Hirsche bedrohten die Biodiversität der Insel, vor allem der Vogelwelt.
Im Jahr 2005 formierte sich deshalb eine Gruppe von Bewohner der Orte Manapouri und Te Anau und gründete den Pomona Island Charitable Trust mit dem Ziel, die artfremden Tiere von Pomona Island und Rona Island, die rund 4 km weiter östlich liegt, zu entfernen und den einheimischen Vögeln wieder einen geschützten lebensraum zu garantieren. Die Aktivitäten des Trust wurden vom Department of Conservation koordinierte und begleitet.
Nachdem Hermeline, Hirsche und 430 Possums von der Insel entfernt wurden, erfolgten im Juli/August 2007 innerhalb von 40 Tagen zwei Freisetzungen der Pestizide Rodentizid und Brodifacoum, um alle Nager auszurotten.
2008 wurde dann der South Island Robin, der im Deutschen Langbeinschnäpper genannt wird, und 2011 der Yellowhead, der unter den Māori als Mōhua bekannt ist und im Deutschen als Gelbköpfchen bezeichnet wird auf der Insel ausgesetzt. Im November 2011 folgte dann die Freisetzung des Tokoeka-Kiwi, der in Deutsch Streifenkiwi genannt wird. Von seiner Art gab es Stand 2011 nur noch geschätzte 370 Individuen, sodass seine Art als vom Aussterben bedroht angesehen werden muss.